# Шведское линнеевское общество
Шве́дское линне́евское о́бщество (швед. Svenska Linnésällskapet) — научная некоммерческая организация в Швеции, занимающая распространением знаний о жизни и вкладе в науку выдающегося шведского естествоиспытателя и медика Карла Линнея (1707—1778). Общество поддерживает интерес к его научного наследию, способствует сохранению памяти о Линнее.

## Деятельность
Общество было образовано в Линнеевском Хаммербю по инициативе придворного стоматолога Элофа Фёрберга 23 мая 1917 года — в день 210-летия Линнея.
Первым президентом Общества стал потомок Карла Линнея, зоолог, профессор Тюко Тульберг, он оставался на этом посту до своей смерти в 1920 году. Вторым президентом стал профессор Эрик Мюллер (в 1920—1923). По состоянию на 2016 год пост президента Общества занимала Биргитта Юханссон-Хелберг.
Одним из масштабных проектов, реализованных Шведским линнеевским обществом вскоре после своего создания, стала реконструкция старого университетского сада Уппсальского университета, которым в своё время руководил Линней. Общество выкупило территорию сада и в 1918—1923 годах восстановила его в соответствии с детальным описанием, имевшимся в работе Карла Линнея Hortus Upsaliensis («Уппсальский сад»). Позже сад был возвращён университету, в то время как Музей Линнея в профессорском доме, в котором жил Линней, остался под управлением Общества. Восстановленный сад теперь носит имя Сад Линнея (швед. Linnéträdgården).
Центральный офис Общества находится в Уппсале.
Общество издаёт ежегодник Svenska Linné-Sällskapets Årsskrift («Ежегодник Шведского линнеевского общества»).

## Комментарии
1. ↑  В книге Е. Г. Боброва «Карл Линней» (1970) говорится, что Общество образовалось в 1918 года[1].